# Bergsby
Bergsby (estniska: Tuksi) är en by i Läänemaa i västra Estland, 75 km väster om huvudstaden Tallinn. Den hade 13 invånare år 2011. Den ligger i den del av Nuckö kommun som ligger på fastlandssidan, norr om halvön Nuckö. Norr om Bergsby ligger Spithamn, västerut ligger Roslep och söderut Ölbäck.
Bergsby ligger i det område som traditionellt har varit bebott av estlandssvenskar och även det svenska namnet på byn är officiellt.